# 1921 год в спорте
Список 1921 год в спорте перечисляет спортивные события, произошедшие в 1921 году.

## РСФСР

### Футбол
- Чемпионат Украинской ССР по футболу 1921;
- Созданы клубы:
  - «Алания»;
  - «Спартак» (Харьков);

## Международные события
- Дальневосточные игры 1921;
- Матч за звание чемпиона мира по шахматам 1921;

### Футбол
- Матчи сборной Польши по футболу 1921;
- Чемпионат Исландии по футболу 1921;
- Чемпионат Латвии по футболу 1921;
- Чемпионат Польши по футболу 1921;
- Чемпионат Северной Ирландии по футболу 1920/1921;
- Чемпионат Северной Ирландии по футболу 1921/1922;
- Чемпионат Уругвая по футболу 1921;
- Созданы клубы:
  - «Аален»;
  - «Бежания»;
  - «Ботев» (Враца);
  - «Брага»;
  - «Брегалница» (Штип);
  - «Витс Юниверсити»;
  - «Гарбарня»;
  - «Годой-Крус»;
  - «Граткорн»;
  - «Депортиво Алавес»;
  - «Домжале»;
  - «Индепендьенте» (Неукен);
  - «Исманинг»;
  - «Йорк Бойен»;
  - «Касымпаша»;
  - «Крузейро»;
  - «Литекс»;
  - «Люнгбю»;
  - «Марица»;
  - «Мартиг»;
  - «Нови-Сад»;
  - «Олимпик Сафи»;
  - «Олот»;
  - «Охрид»;
  - «Оэсте»;
  - «Пистойезе»;
  - «Ракув»;
  - «Роо»;
  - «Санта-Клара»;
  - «Сеница»;
  - «Спортиво Лукеньо»;
  - «Терсана»;
  - «Тимишоара»;
  - «Трансвааль»;
  - «Тур» (Турек);
  - «Уэркингтон»;
  - «Фигейренсе»;
  - «Херфёльге»;
  - «Хэмптон энд Ричмонд Боро»;
  - «Шиофок»;
  - «Эльденсе»;
  - «Эредиано»;

#### Англия
- Футбольная лига Англии 1920/1921;
- Футбольная лига Англии 1921/1922;

### Хоккей с шайбой
- НХЛ в сезоне 1920/1921;
- НХЛ в сезоне 1921/1922;
- Чемпионат Европы по хоккею с шайбой 1921;
- Созданы клубы:
  - АИК;
  - «Варшавянка»;
  - «Давос»;
  - МОДО;
  - «Слован»;
  - «Шеллефтео»;